# Gioventù Socialista Operaia Tedesca
La Gioventù Socialista Operaia Tedesca (in tedesco: Sozialistische Deutsche Arbeiterjugend, spesso abbreviato in SDAJ) è l'organizzazione giovanile del Partito Comunista Tedesco, fondata nel 1968 da membri del Partito Comunista di Germania, allora clandestino.
Seppur formalmente indipendente da partiti o altre organizzazioni, viene comunemente considerata come giovanile del DKP.
È un'organizzazione rivoluzionaria, e sostiene la necessità del superamento del sistema capitalista e il passaggio a quello socialista.
La SDAJ riconosce come figure di riferimento dell'organizzazione Karl Marx, Friedrich Engels e Vladimir Lenin.
La SDAJ ha intrattenuto regolari rapporti di amicizia con la Libera Gioventù Tedesca, fino allo scioglimento di quest'ultima.
È affiliata alla Federazione Mondiale della Gioventù Democratica e partecipa all'Incontro Europeo delle Gioventù Comuniste.